# 露丝·哈克尼斯

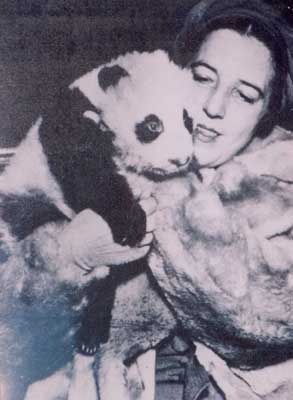
露絲·伊莉莎白·哈克尼斯與「蘇琳」

露絲·伊莉莎白·哈克尼斯（1900年9月21日—1947年7月20日），出生于美國賓夕法尼亞州泰特斯維爾市，是一位美国服装设计师，在兩次前往中國期間，都成功地活捉了，成为首位将活体貓熊带出中国的西方盗猎者。
1947年7月20日，露丝因病去世，年僅46歲。

## 歷史背景
冰河世纪以后，熊猫（台灣稱「貓熊」）都默默地生活在中国川藏地区的一些与世隔绝的大山裡，人們對牠們一无所知。但是，西方人來到中国后迅速地发现了这一珍奇动物。据法国知名的生物学家讓-皮埃爾·阿爾芒·戴維德的日记所记载：1869年3月11日，他在鄧池溝的一个獵戶家中看到一張“极好的著名的黑白熊的外皮”，几天后他購買了一头被猎杀的年幼貓熊。戴維德在日記中寫道：“牠除了四肢、耳朵、眼睛周围为黑色外，其余全为白色。这一定是熊属的一个新种。”他在得到了这一“新物种”后，将其命名为黑白熊（尼泊尔语称之为“nigalya-ponya”意为“吃竹子的熊”）。他也因此成为将貓熊引入西方科学界的第一人。1916年，「斯托茨纳中国西藏探险队」在康定以北的山脉中进行考察时，隊員雨果·魏古德（英語：Hugo Weigold，德國生物學家）从当地人手中买到了一只被擒获的貓熊幼仔。但不久，这只熊猫就死掉了。他成为首位见到活体貓熊的西方人。
在這之後，不断有西方的探险家來到中国川藏地区尋找貓熊，其中以克利姆特·罗斯福與小西奥多·罗斯福（均為前美国总统西奥多·罗斯福之子）最为出名。1929年，罗斯福兄弟與其他一些探险家组织了一次猎杀貓熊的探险活動，成为了首批猎杀貓熊的西方捕猎者。后来，這些猎杀的貓熊成为在西方的博物馆展出的首批貓熊标本。这在西方引发了一阵“貓熊热”，吸引了越来越多的盗猎者来华，其中就包括露絲·伊莉莎白·哈克尼斯的丈夫威廉·哈维斯特·小哈克尼斯（職業探險家）。

## 生平
露丝·哈克尼斯於1934年的下半年與威廉·哈克尼斯結婚。成婚兩週後（1934年9月），其丈夫受纽约动物学协会的委托，前往中国捕捉貓熊，但未能進入貓熊產區，1936年2月因食道癌死於上海。她為了完成丈夫的遺願，放弃了服装事业，决定將活體貓熊帶到美國。

### 第一次前往中國
1936年4月，露丝來到中国上海。因為她沒有任何的探險經驗，所以人們不允許她參加任何的探險活動。
1936年10月20日，在昆廷·揚（英語：Quentin Young，美籍华人，探險家）的幫助下，露絲組織了由19人組成的探險隊，從成都出發尋找貓熊。但是，探險沒有那麼容易。每日，探險隊都要在海拔三千米以上的山路上前行大約二十公里。
可以想像，一個必須不停地爬上翻下的世界。在那裡，雨水夾雜著冰塊，還有陰冷的鬼魂般的烏雲，還有如刀子般銳利的狂風。——露絲在日記中寫道
兩週後，探險隊到達四川中部的叢林。11月9日，探險隊在四川雅安夾金山下約兩千米的山林竹叢中，活捉到一只出生不到十天的两磅半雄性貓熊幼崽（当时被誤以為是雌性），露絲收養了牠，並且為牠起了一個名字：「蘇琳」。
牠肯定是餓壞了，牠那黑白花的小圓球腦袋，用鼻子磨蹭著我的上衣，忽然本能的找到了我的乳房。——露絲的日記
露絲用奶瓶喂了「蘇琳」，她稱「這個奶瓶是我最大的王牌！」
沒有任何童話比這一幕情景更具夢幻色彩了！沒有任何虛擬昏暗的迷宮比這一幕情景更令人不知所措！——露絲又在日記中寫道
此後，露絲悉心照料「蘇琳」。上海的各大報紙打算採訪露絲，但都被她推辭。隨後，露絲想把「蘇琳」帶到美國，但是被當時的南京國民政府阻攔。據1936年11月29日《大陸報》報導：
露絲本打算在這週五凌晨，乘坐「俄羅斯女王號」（英語：Empress of Russia）離開上海，但是海關人員告訴她：她不可以帶走任何活著的動物，除非得到許可……哈克尼斯夫人不願意把貓熊留在其他人手裡，她選擇了留在海關大樓。——Panda's Trip To America Is Held Up, The China Press
美國政府與南京國民政府進行了數天談判。12月1日，南京國民政府同意讓露絲攜帶貓熊出境，露絲稱「是蔣中正先生的一名副官起到了很大的作用」。
一些政府機構高層官員頂住了許多中國機構的壓力，堅持向露絲發放必要的許可證。——《紐約時報》
一些憤怒的中國官員被迫同意讓露絲帶著她的珍奇動物回家。——《時代週刊》
12月2日，露絲乘坐上海12號碼頭邊的「麦金利总统号」（英語：President Mckinley）客轮，将其帶離出境（通过中国海关时的登记证写的是「一隻形状奇异的哈巴狗，价值二十元」）。

### 回國
1936年12月18日，露絲攜帶貓熊到達美國三藩市。整個美國為此歡呼，許多人前來迎接。《時代週刊》稱「活捉貓熊」的行為是「具有頭等重要意義的科學發現」，《紐約時報》稱「露絲獲得了世界上最稀有的動物」。1937年1月，芝加哥布鲁克菲尔德动物园（英語：Brookfield Zoo）以8750美元買下「蘇琳」。自2月18日起，「蘇琳」在布鲁克菲尔德动物园對公眾展覽，無數民眾來到動物園參觀，前三個月的參觀人數達到了325000人。某些動物學家稱「（貓熊是）二十世紀最著名的動物」。此後，與貓熊有關的各種商品風靡一時。與此同時，「貓熊夫人」露絲參與拍攝了無數的廣告，參加了各類新聞發佈會、頒獎典禮與酒會，還登上了「最佳穿戴人物」的名單，美國探險家協會也請求她加入進去。布鲁克菲尔德动物园請求「貓熊夫人」再捕捉一隻雄性貓熊，作為「蘇琳」的伴侶，露絲同意了。

### 第二次前往中國
1937年8月11日，露絲再次來到中國尋找貓熊。11月，露絲成功捕獲一隻成年貓熊「陰」，但死於籠子中。1937年12月，露絲又从成都的猎人手中买到一隻雄性貓熊「美美」（英語：Mei-Mei，也被誤以為是雌性），1938年将其运至布鲁克菲尔德动物园。1938年年初，又在昆廷·揚的幫助下，露絲再次捕獲一隻成年貓熊與一隻幼崽，並為幼崽命名「蘇森」。6月，在四川成都，昆廷·揚開槍打死了那隻被捕獲的成年貓熊。露絲在此時傷心欲絕，並意識到「捕捉貓熊」是傷害動物的行為，決定放歸「蘇森」。

### 放歸貓熊
1938年7月10日，露絲來到的四川深山，找到「蘇森」被捕獲的地方，將之放歸大自然。

### 餘生
露絲回到美國后，身體狀況與經濟狀況每況愈下，逐漸被人們所淡忘。1947年7月20日，露丝·哈克尼斯因突發心臟病死於美國匹茨堡市的一所名為「威廉·潘恩」旅店的浴缸中。

## 蘇琳

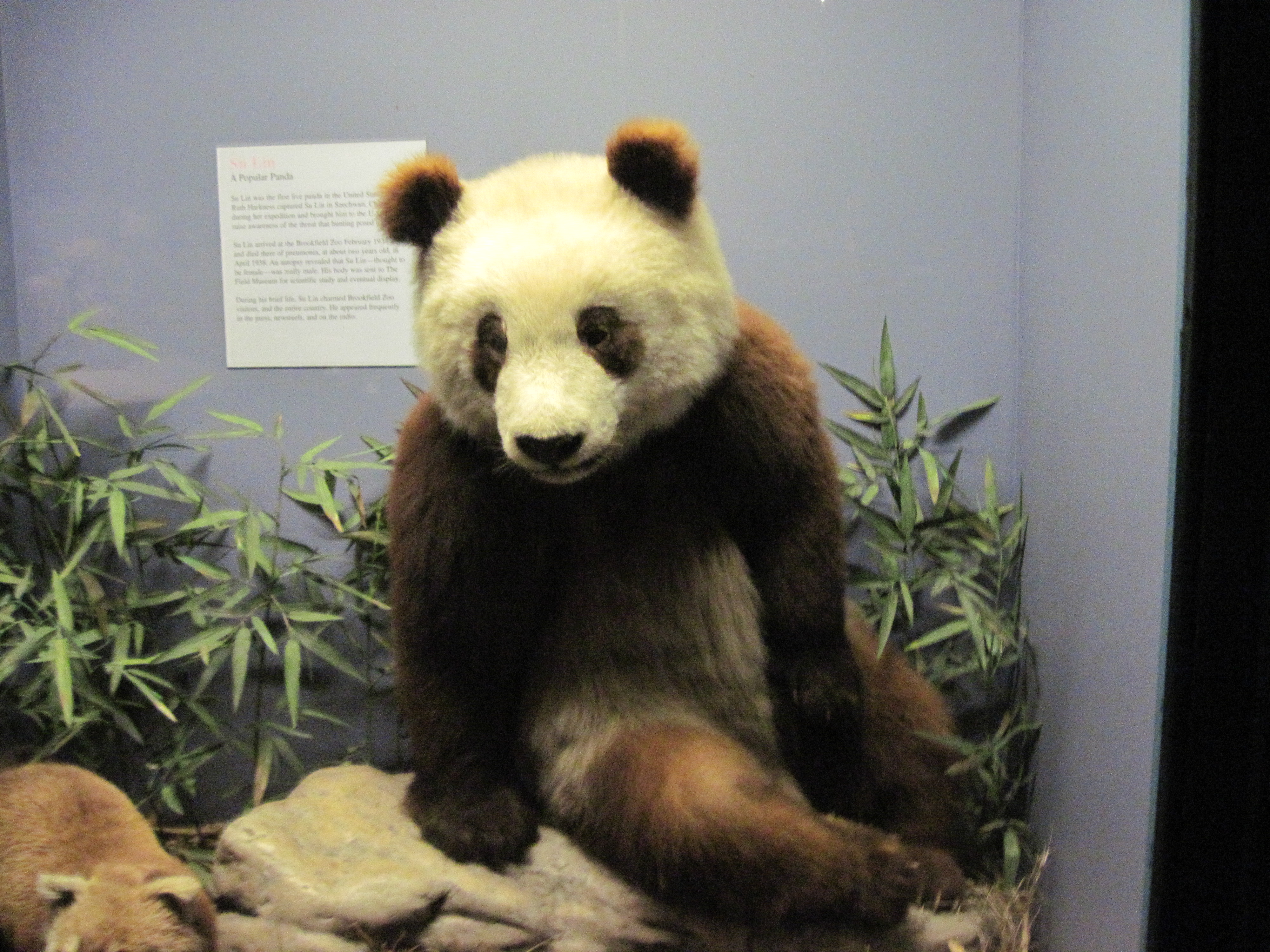
現在，「蘇琳」標本在芝加哥菲爾德自然史博物館展出

「蘇琳」是露絲·哈克尼斯於1936年捕獲的貓熊，該年年末運至美國。次年，在芝加哥布鲁克菲尔德动物园展覽。1938年4月，蘇琳死於該動物園。關於牠的死因，人們眾說紛紜。有人認為死於肺炎，也有人認為牠误吞了一根木棍，卡住喉咙窒息而死。一年後，科學家解剖了「蘇琳」的屍體，發現牠是雄性。後來，「蘇琳」製作為標本在芝加哥菲爾德自然史博物館展出。

## 個人著作
- 《寶貝大貓熊》（英語：The Baby Giant Panda）
- 《淑女與貓熊—歷險記》（英語：The Lady and the Panda, an Adventure）
- Pangoan Diary
- 《墨西哥的清晨》（英語：Mexican Mornings）

## 相關電影
- 2001年6月9日，由美國導演羅伯特·米爾頓·揚（英语：Robert M. Young (film director)）執導的IMAX傳記電影《中國：與貓熊共探險（英语：China: The Panda Adventure）》上映，影片講述了露絲·哈克尼斯探險的故事。[9]
- 《淑女與貓熊》（2017年電影），由英國導演賈斯汀·查德威克（英语：Justin Chadwick）執導[10]，本片由中英聯合出品[11]。

## 外部連結
- 北京衛視《檔案》節目：她就是将大熊猫盗捕出中国的美国女人 （页面存档备份，存于）
- 《淑女与熊猫》線上閱讀 （页面存档备份，存于）
- 淑女与熊猫：首位从中国带回其最富异国情调动物的美国女探险家的真实经历
- The Panda Baby （页面存档备份，存于），PBS美國公共電視網
- 熊貓外交記，上海《文匯報》
- 近代西方对大熊猫的命名
- 世界大熊猫热
- 大熊猫67年前到美国 熊猫夫人露丝贡献巨大 （页面存档备份，存于）
- 熊猫出国记